# みどりの食料システム戦略
みどりの食料システム戦略（みどりのしょくりょうシステムせんりゃく）とは、農林水産省が2021年5月に策定した政策方針である。
食料・農林水産業の生産力向上と持続性の両立をイノベーションで実現するとしており、2050年までに目指す姿として、農林水産業のCO2ゼロエミッション化の実現や化学農薬の使用量（リスク換算）の50%低減、化学肥料の使用量の30%低減、有機農業の取組面積の割合を25%に拡大するなどの数値目標を設定している。
2022年4月には、関連法として環境と調和のとれた食料システムの確立のための環境負荷低減事業活動の促進等に関する法律（通称「みどりの食料システム法」）が制定された。

## 背景
国連の持続可能な開発目標（SDGs）への関心の高まりや、EUのFarm to Fork戦略、アメリカの農業イノベーションアジェンダなどの戦略策定を受けて、2021年10月に当時農林水産大臣であった野上浩太郎が戦略の策定を指示した。
野上は「SDGsや環境への対応が重要となる中、農林水産業や加工流通を含めた、持続可能な食料供給システムの構築が急務」と必要性を強調している。 

## 2050年までに目指す姿
- 農林水産業のCO2ゼロエミッション化の実現
- 低リスク農薬への転換、総合的な病害虫管理体系の確立・普及に加え、ネオニコチノイド系を含む従来の殺虫剤に代わる新規農薬等の開発により化学農薬の使用量（リスク換算）を50%低減
- 輸入原料や化石燃料を原料とした化学肥料の使用量を30%低減
- 耕地面積に占める有機農業の取組面積の割合を25%（100万ha）に拡大
- 2030年までに食品製造業の労働生産性を最低3割向上
- 2030年までに食品企業における持続可能性に配慮した輸入原材料調達の実現を目指す
- エリートツリー等を林業用苗木の9割以上に拡大
- ニホンウナギ、クロマグロ等の養殖において人工種苗比率100%を実現